# Caarapó (kommun)
Caarapó är en kommun i Brasilien.   Den ligger i delstaten Mato Grosso do Sul, i den södra delen av landet, 1 000 km sydväst om huvudstaden Brasília. Antalet invånare är 25 763.
Följande samhällen finns i Caarapó:
- Caarapó

Omgivningarna runt Caarapó är huvudsakligen savann. Runt Caarapó är det glesbefolkat, med 14 invånare per kvadratkilometer.